# Natalja Glebova
Natalja Grigorjevna Glebova (Russisch: Наталья Григорьевна Глебова), geboren als Natalja Shive (Russisch: Наталья Шиве) (Kemerovo, 30 april 1963) is een voormalig Russisch langebaanschaatsster.
Op 18-jarige leeftijd maakte Natalja Glebova haar internationale schaatsdebuut bij het EK Allround van 1982 in Heerenveen. Bij dit kampioenschap eindigde ze op het podium, als derde op ruime achterstand van haar landgenote Natalja Petroeseva en de Oost-Duitse Karin Busch-Enke.
Een bronzen medaille wist de Russische nog tweemaal te winnen bij een internationaal kampioenschap. Bij de Olympische Winterspelen van 1984 in Sarajevo werd zij (inmiddels na huwelijk Sjive geheten) derde op de 500 meter achter de Oost-Duitse vrouwen Christa Rothenburger en Karin Kania-Enke. Later dat jaar werd Glebova derde bij het WK Sprint van 1984 in Trondheim en vergezelde zij kampioen Karin Kania-Enke en landgenote Valentina Lalenkova-Golovenkina.
Aan haar drie deelnames aan het WK Allround hield ze twee afstandmedailles over, op de 500m veroverde ze in 1983 de gouden en in 1984 de zilveren medaille. Nationaal werd ze in 1983 kampioene op het NK Allround van de Sovjet-Unie.

## Resultaten
| Jaar | EK Allround | Olympische Spelen | Werel Beker                  | WK Allround | WK Sprint | WK Junioren |
| ---- | ----------- | ----------------- | ---------------------------- | ----------- | --------- | ----------- |
| 1981 |             |                   |                              |             |           | 6e          |
| 1982 | Brons       |                   |                              | 8e          | DQ2       |             |
| 1983 | 8e          |                   |                              | 8e          | 4e        |             |
| 1984 |             | 500m · 37e 1000m  |                              | 7e          | Brons     |             |
| 1985 |             |                   |                              |             |           |             |
| 1986 |             |                   |                              |             | 18e       |             |
| 1987 |             |                   | 22e 500m 23e 1000m           |             |           |             |
| 1988 |             | 9e 500m 20e 1000m | 26e 500m 18e 1000m 43e 1500m |             |           |             |

DQ# = gediskwalificeerd op de # afstand

### Medaillespiegel
| Kampioenschap     | Goud | Zilver | Brons |
| ----------------- | ---- | ------ | ----- |
| EK Allround       | 0    | 0      | 1     |
| Olympische Spelen | 0    | 0      | 1     |
| WK Sprint         | 0    | 0      | 1     |